# Ебензее-ам-Траунзее
Ебензее-ам-Траунзее (нім. Ebensee am Traunsee) — австрійська торгова громада в районі Гмунден у Траунфіртелі або Зальцкаммергуті у Верхній Австрії з населенням 7 670 жителів (станом на 1 січня 2019 року). Громада розташована в судовому окрузі Бад-Ішль.

## Географія
Ебензее розташоване на висоті 443 м у Траунфіртелі на південному березі озера Траунзее. З півночі на південь Ебензее поширюється на 15,2 км, а із заходу на схід — на 22,1 км. Загальна площа — 194,5 км². 63,7 % площі займають ліси.

### Поділ громади
Територія громади включає одинадцять населених пунктів (в дужках вказане населення станом на 1 січня 2019 року):
| - Ебензее (4110) - Кольштатт (330) - Ланштейн (101) - Лангвіз (564) - Оберлангбат (362) | - Оффензе (9) - Планкау (297) - Ріндбах (556) - Ройт (941) - Траунек (155) - Унтерлангбат (245) |

Торгова громада складається з трьох кадастрових громад (площа у 2016 році):
- Ебензее (12877,30 га)
- Лангві (2809,55 га)
- Оберлангбат (3772,34 га)

### Сусідні громади
| Альтмюнстер         | Траункірхен  | Гмунден            |
| Штайнбах ам Артерзе | Розташування | Грюнау ім Альтталь |
| Бад-Ішль            | Альтаусзе    |                    |

## Історія

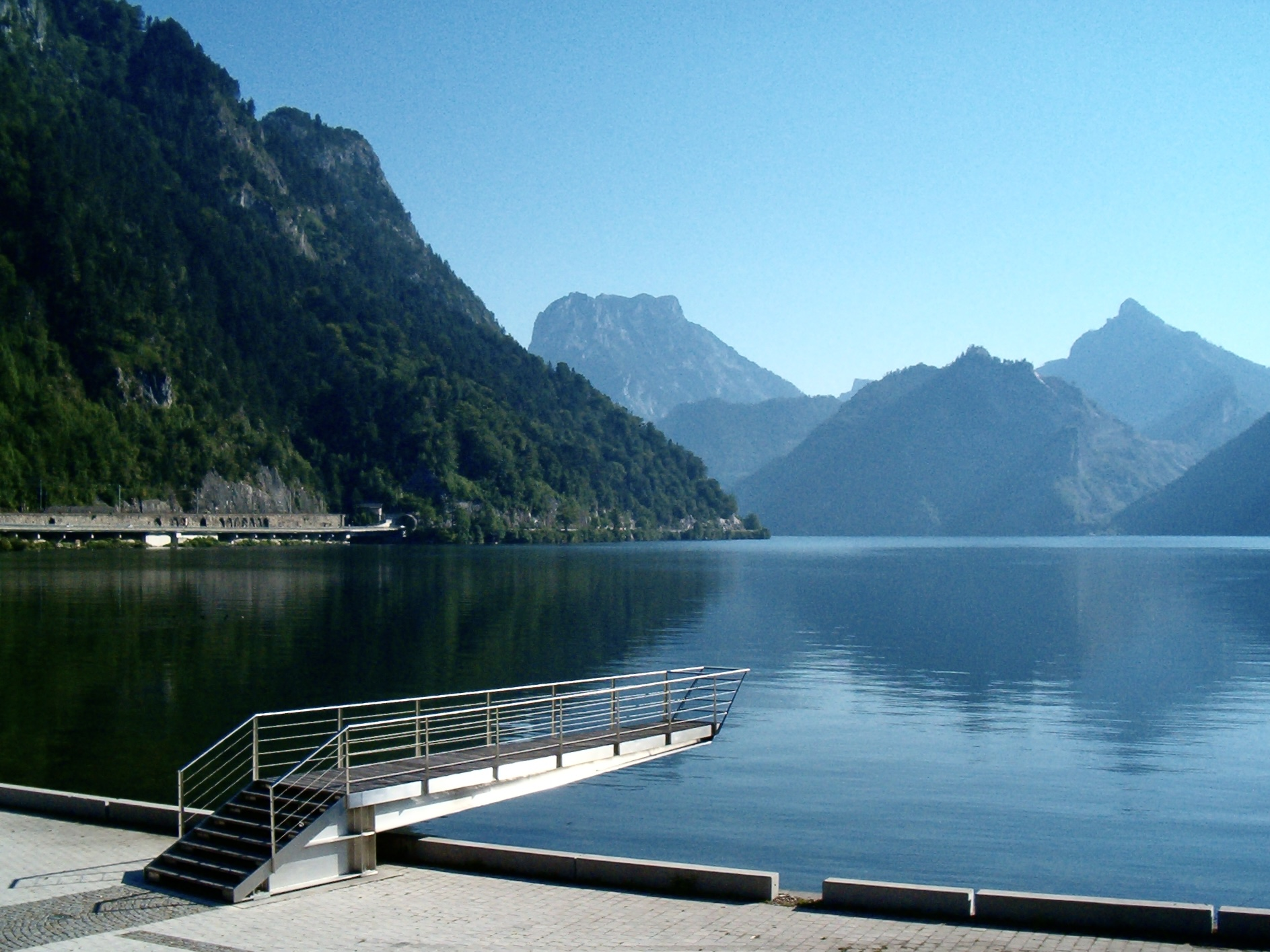
Вид на Траунзе

Територія Ебензее історично належала до східної частини герцогства Баварія, але з 1180 року перейшла до Штирійського герцогства, яке отримали у спадок австрійські Бабенберги у 1192 році. Ебензее вперше згадується у письмових джерелах у 1447 році.
У 1596 році імператор Рудольф II з Праги наказав збудувати новий соляний завод в Ебензе, будівництво якого було завершене у 1604 році. 8 лютого 1607 року була відварена перша сіль. Необхідну робочу силу для солеварні в основному набирали в Галльштатті, а деревообробників в Аусзее. Соляну ропу постачали через 40 кілометровий трубопровід із Соляної гори в Галльштатт, який був побудований під технічним керівництвом Ішлера Вальдмайстера Ганса Кальса. Він ще досі працює. Міст для трубопроводу Госауцванг належить до Всесвітньої спадщини ЮНЕСКО — Дахштайн/Зальцкаммергут.
У 1625 році в Ебензее вже було 1000 мешканців. Будівництво власної католицької церкви розпочалося в 1729 році. Церква була підпорядкована монастирю у Траункірхен. Ебензеє вперше став вікаріатом у 1771 році, а незалежною парафією — у 1786 році. У 18 столітті з Ебензее було депортовано майже 600 прихильників Євангелічної церкви, після якої розпочалася масова робоча еміграція в інші райони імперії і частина з них опинилася на території сучасної України у Німецькій Мокрій.
У 1733 році сталося так зване «повстання Масляного вівторка», коли в робочих солеварні захотіли забрати вихідний у Масляний вівторок.
Соляний завод, численні будинки та церковна вежа були зруйновані у великій пожежі у 1835 році. Під час Березневої революції 1848 року в Ебензее була створена національна гвардія. Перший телеграф був прокладений до Ебензее в 1866 році. Перша залізнична гілка була прокладена в 1877 році (Зальцкаммерґутбан, гілка від Rudolfsbahn). Залізниця пролягала від Аттнанг-Пухгайма у Верхній Австрії до Штайнах-Ірднінга у Штирії. Вона сприяла появі туризму та постачанню вугілля для покриття величезних потреб у паливі для соляних заводів, які вже не могли бути задоволені через дефіцит лісових ресурсів. Брати Альфред та Ернест Сольве збудували завод аміачної соди в 1883 році. Добровільна пожежна команда Ебензее була заснована в 1887 році.

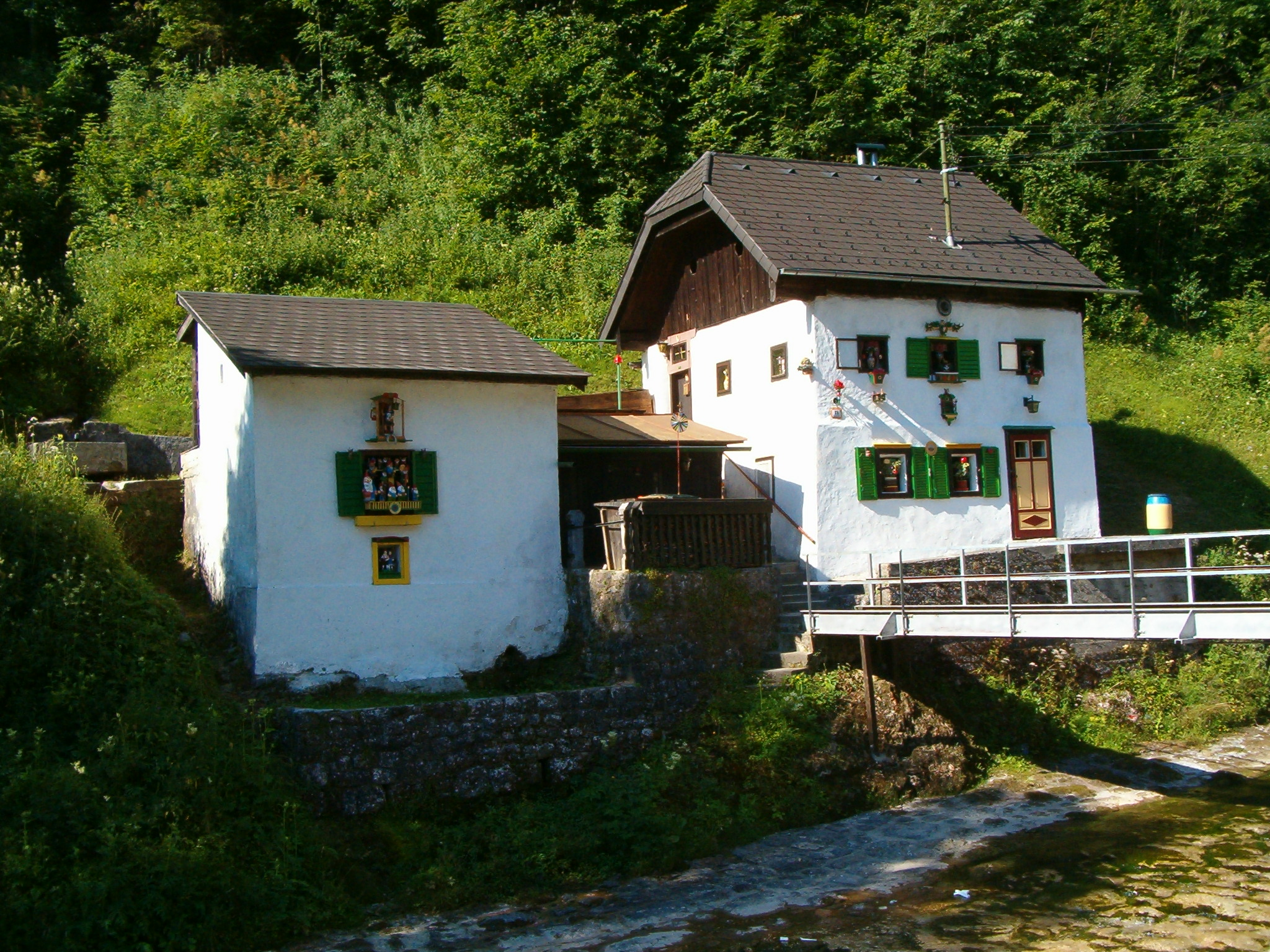
Будинок в Ебензее-ам-Траунзее

Електроенергія з'явилася в 1907 році після будівництва електростанції в Оффензеебаху.
Під час Першої світової війни загинуло 218 жителів, а ще 6 зникло безвісти. Окрім того, Ебензее зазнав великого голоду в 1917 році.
З 1918 року Ебензее відноситься до федеральної землі Верхня Австрія. У 1927 році була відкрита канатна дорога до Фойеркогеля, побудована компанією Адольф Блейхерт і Ко. Ебензее отримав статус торгової громади в 1929 році. Під час громадянської війни в Австрії значна частина робітників Ебензее брала участь у загальному страйку в лютому 1934 року, але армія придушила повстання.
Після анексії Австрії до Третього Рейху Ебензее належав з березня 1938 р. до Гау Обердонау.

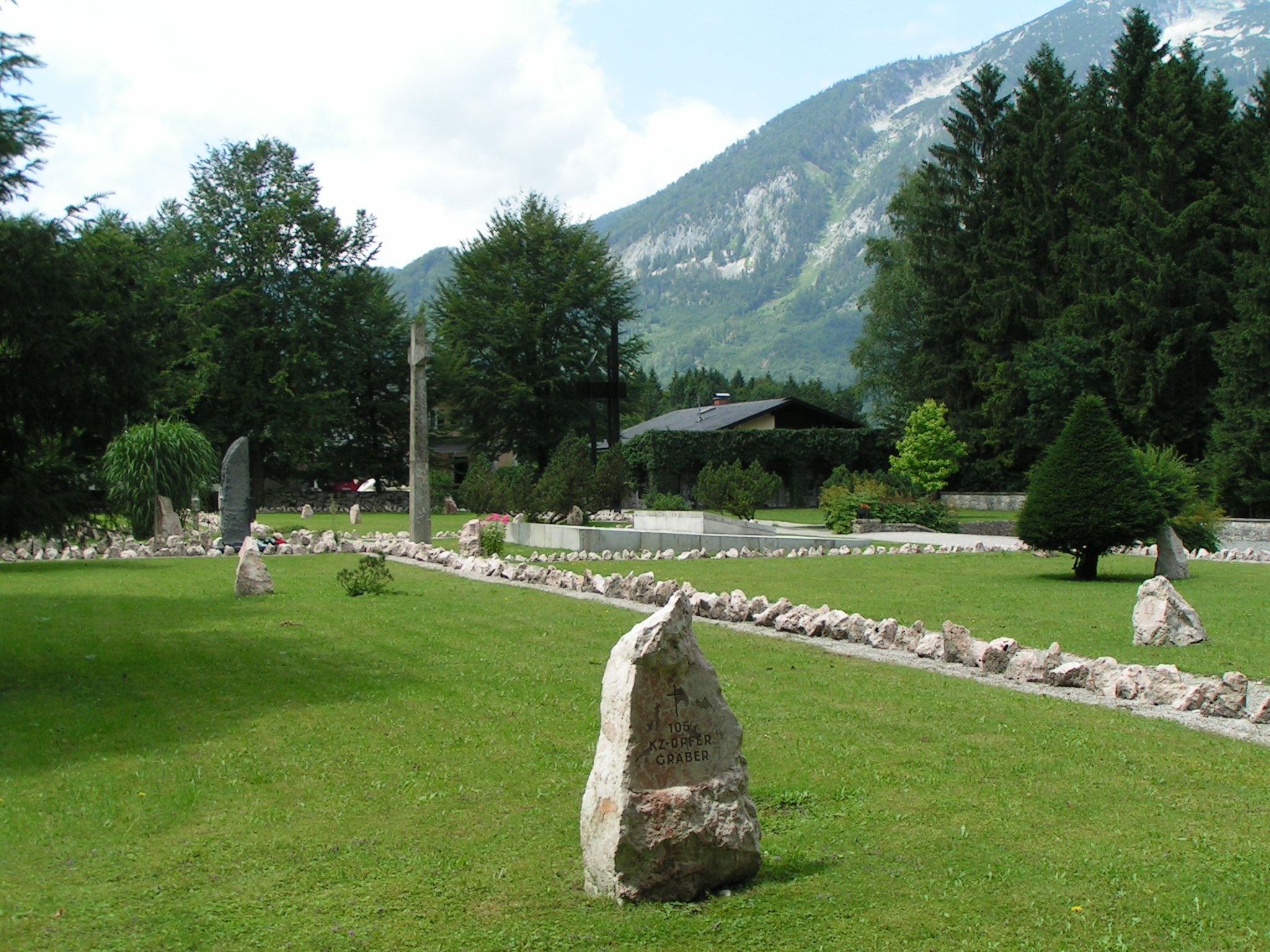
Місце концтабору в Ебензее у 2005 р.

У листопаді 1943 року концтабір Ебензее був побудований як суміжний табір концентраційного табору Маутхаузен із кодовою назвою Проект цемент. Він був використаний для переміщення випробувального центру ракет у Пенемюнде до зони, захищеної від бомбардувань. З листопада 1943 по травень 1945 р. у концтаборі Ебензее померло 8745 в'язнів. На кінець квітня 1945 року їх було всього 18477. За неофіційними даними до двох тисяч із них походили з України. Визволення табору відбулося 6 травня 1945 р. американськими військами. Під час Другої світової війни загинуло 289 жителів Ебензее та ще 90 зникли безвісти. Після 1945 року на місці концтабору був створений табір для єврейських «переміщених осіб». Через напружені відносини з місцевими жителями більшість єврейських «переміщених осіб» були переселені до Бад-Гастайна.
Між 1951 та 1957 роками буль збудовані перші захисні споруди від повені. Євангельська церква була відкрита в 1953 році. Новий попередньо напружений бетонний міст через Траун був побудований у 1954 році. У 1957 році було проведено святкування 350-річчя існування Ебензе. 23 вересня 1963 р. італійські терористи-неофашисти здійснили напади на соляний завод, канатну дорогу Фойеркогель та пам'ятник Леву за допомогою вибухівки. Один жандарм загинув, а ще четверо людей було поранено.
Нова ратуша з допоміжними приміщеннями була відкрита в 1973 році. Соляний завод був перетворений в акціонерне товариство в 1979 році. Того ж року в Ебензее/Штейнкогелі був побудований новий великий соляний завод, а в місцевому музеї було відкрито «Соляний офіс». Нова канатна дорога до Фойеркогеля була введена в експлуатацію в 1986 році. У 1988 році Ебензее було присвоєно звання «Найбільш дружня для молоді громада у Верхній Австрії».
Культурне товариство «Kino Ebensee» було удостоєне Державної премії культури Верхньої Австрії у 1992 р.
У 1995 році відбулася велике міжнародне святкування 50-річчя визволення концтабору Ебензее. Меморіал концентраційного табору був відкритий через рік. Колишній в'язень концтабору, Роберто Кастеллані з Прато, став почесним громадянином Ебензее в 1997 році.
Музей сучасної історії Ебензее був відкритий у 2001 році. У 2002 році Ебензее перетворився на «дружню до велосипедів громаду» та «кліматичну спільноту». З 2004 по 2005 рік Ебензее отримав новий захист від повеней. У 2005 році Ебензее став першою в Австрії «attac громадою». 30 вересня 2005 року Солвей закрив виробництво соди. Громада відсвяткувала своє 400-річчя у 2007 році. У 2008 році Ебензее брав участь у верхньоавстрійській виставці «Salzkammergut» в рамках проєкту «Heimat — Himmel & Hölle — Migration im Salzkammergut».
На засіданні муніципальної ради 5 липня 2017 року було прийнято рішення про перейменування Ебензее в Ебензее-ам-Траунзее. 31 жовтня 2017 року перейменування було затверджено федеральною землею Верхня Австрія.

### Населення
У 2009 році населення скоротилося нижче 8000 жителів.

## Культура та пам'ятки

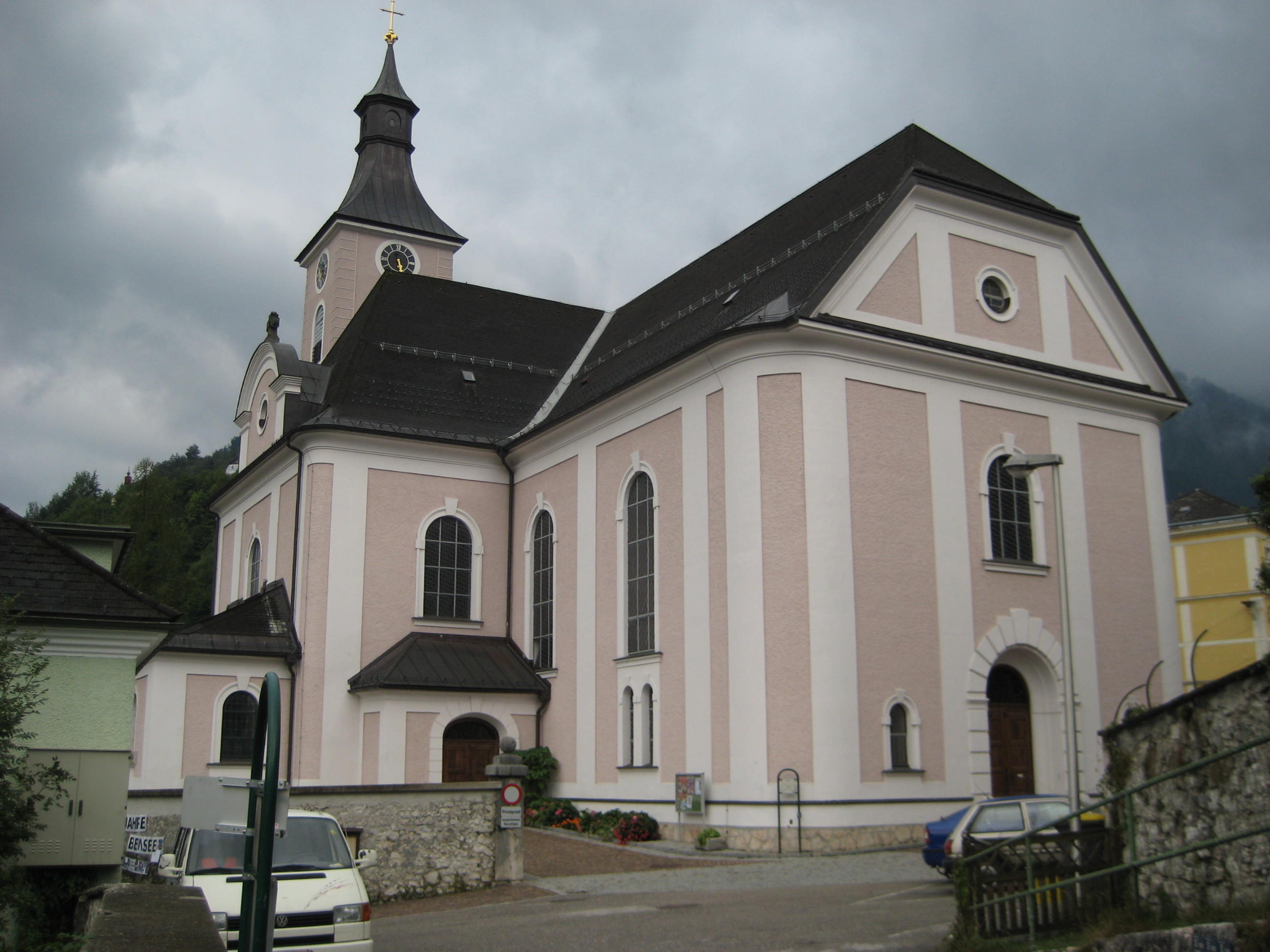
Барокова парафіяльна церква Ебензее-ам-Траунзее

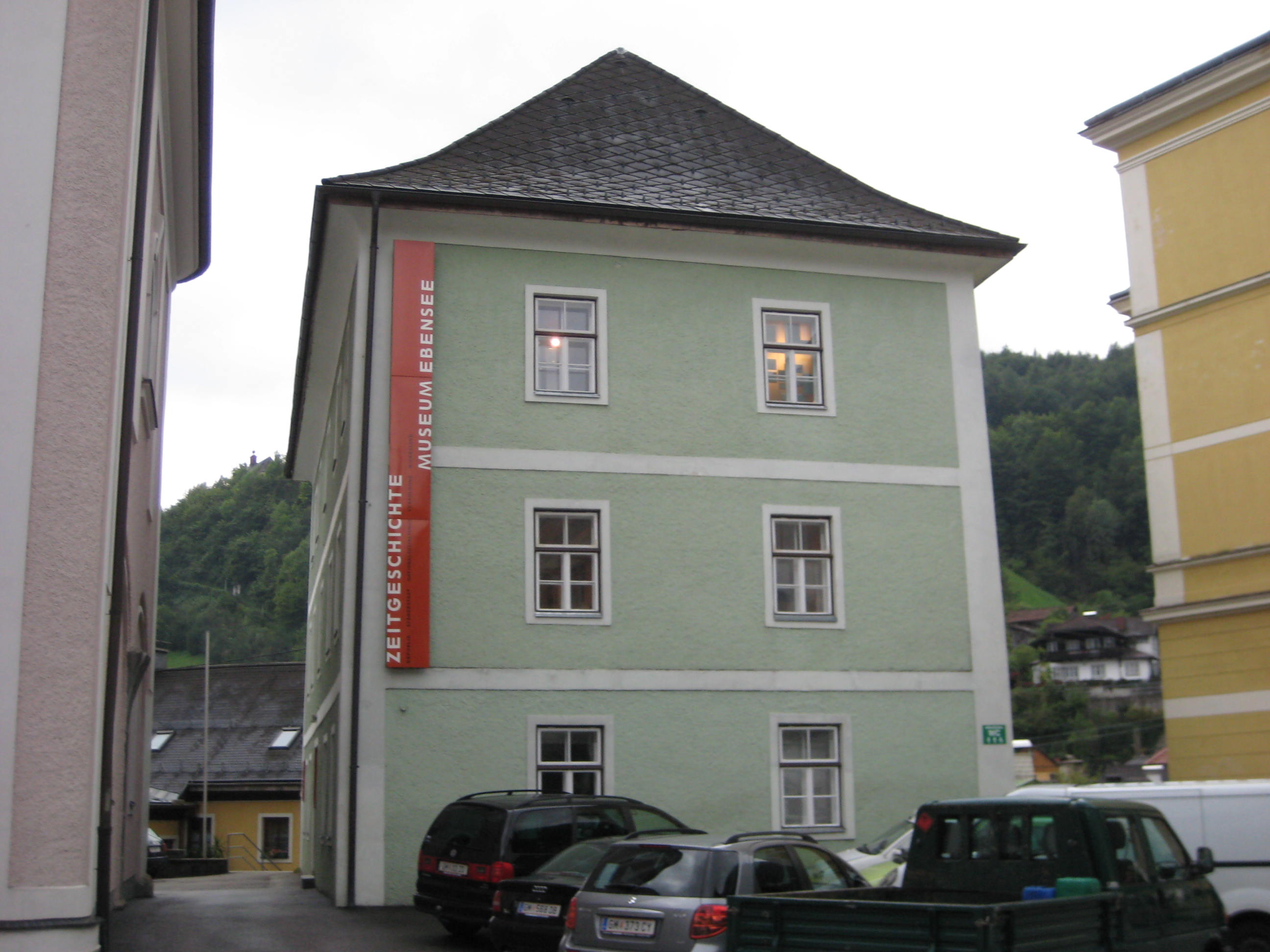
Музей сучасної історії Ебензее

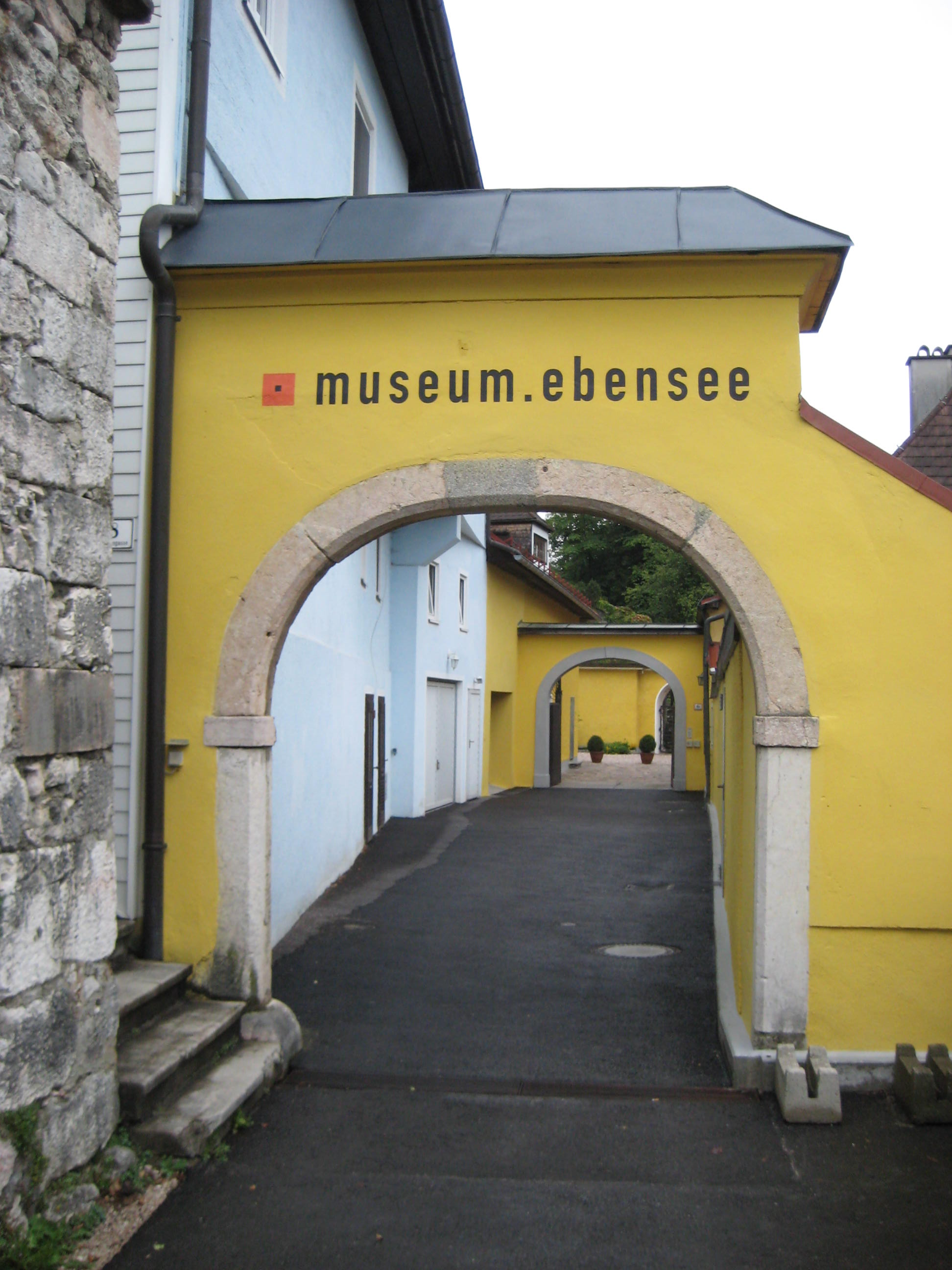
Вхід у музей Ебензее, колишній адміністративний офіс

- Парафіяльна церква Ебензее-ам-Траунзее: Католицька парафіяльна церква, побудована в 1726 році в стилі бароко — робота архітектора Йогана Майкла Пруннера з Лінца.
- Меморіал концентраційного табору: на пам'ятній виставці в Меморіальному концтаборі виставлені документи про побудову табору та фотографії американських визвольних сил. Є також екскурсії територією табору. Меморіал концтабору розташований на місці колишнього «цементного робочого табору», поблизу поселення Фінкерлейтен, приблизно за 3 км на південний схід від Ебензее.
- Музей сучасної історії Ебензее: розташований у старому будинку школи 1779 року прямо в центрі міста. У музеї представлена історія Зальцкаммергута з 1918 по 1955 рік.

Також у Ебензее є:
- Краєзнавчий музей Ебензее: він розташований у «Фервезамті» — колишній дирекції соляних комбінатів, який існував між 1605 та 1852 роками. Музей відкрився в 1974 році з акцентом на історії видобутку солі та лісовому господарстві.
- Кіно Ебензее: культурний центр із кінопрограмою та місцем проведення кінофестивалю, а також концертів.
- Музей природи Зальцкаммергут: розташований на трасі B 145 в районі Лангвіз. Був відкритий у 2009 році.
- Євангельська парафіяльна церква Ебензее

### Пам'ятки природи
- Печера зі сталактитом у Гасселі: Печера поблизу Ерлакогеля, яку доглядає «Товариство вивчення печер в Ебензее».
- Водоспад Ріндбах: розташований на муніципальній території
- Природний заповідник Лангбатзен: природний заповідник з озерами Фордере та Хінтере Лангбатзе розташований у муніципалітеті Ебензее; Мисливський будинок Лангбадзее, побудований для імператора Франца Йосифа, розташований на Фордере Лангбатзе.

### Регулярні заходи
- Кінофестивалів націй: «Фестиваль націй» — міжнародний кінофестиваль некомерційного кіно (аматорські фільми). Проходив щорічно з 1973 по 2013 рік в Ебензее. Місцем проведення був кінотеатр Ебензее.
- Карнавальний парад: проходить щороку у «трояндовий понеділок».
- Гльокерлауф в Ебензее: культурна спадщина ЮНЕСКО із 2010 року
- Виставка лісових птахів як частина культурної спадщини ЮНЕСКО

## Економіка та інфраструктура
Громада Ебензее-ам-Траунзее зобов'язана своїм існуванням видобутку солі. Перша солеварня була побудована в 1607 році, а тому подальша історія місця була нерозривно пов'язана з «Пфангаузом» (соляним комбінатом). Через кільки десятиліть після того, як відкрилися содові заводи, промислові робочі місця стали найважливішим джерелом доходу для населення. Крім того, в Ебензее існували процвітаючі середні компанії, наприклад, у деревообробній галузі, а також велика кількість місцевих постачальників, які допомогли Ебензее досягнути процвітання. Але місцева економіка повинна враховувати структурні зміни та глобалізацію, а тому амбітні проєкти покликані активізувати туристичну індустрію та перетворити Ебензее на привабливе місце для туризму.

### Компанії-резиденти
- Салінен Австрія, виробництво солі
- Карбонати Imerys, гірничодобувна промисловість
- Wolfsgruber Logistik GmbH, логістика
- A & L, складання та логістика
- POLYTEC PLASTICS Ebensee GmbH
- Steinkogler, виробництво гірського взуття
- GSA GmbH, технології автоматизації
- Генкель (Cimsec)
- Меблі Баумгартнера

### Транспорт

#### Дороги
Ебензее розташоване на Salzkammergut Straße B 145, федеральній дорозі Зальцкаммергут, яка з'єднує Ебензее з Фьоклабруком, Гмунденом і Бад-Ішль.

#### Пароплавство
Із Ебензее можна дістатися кораблем до Траунзее нах Гмунден, Альтмюнстера та Траункірхена.

#### Канатна дорога
У районі Кольштатт прокладена канатна дорога до Фоєркогеля.

#### Залізниця
Ебензее розташоване на Зальцкаммерґутбані і має два залізничні вокзали та три зупинки. Залізнична станція «Ebensee Landungsplatz» розташована ближче до центру міста та озера. Залізнична станція «Ebensee am Traunsee» розташована трохи південніше від центру. На зупинках Штейнкогель, Ланштейн та Лангвіс зупиняються лише регіональні поїзди.

##### Залізничний вокзал «Ebensee Landungsplatz»
Залізничний вокзал «Ebensee Landungsplatz» — це вокзальна будівля з автоматом для продажу квитків, автобусна зупинка та одна платформи. Громадський туалет у сусідній адміністративній будівлі.

##### Залізничний вокзал «Ebensee»
Залізничний вокзал «Ebensee» — це будівля вокзалу із залом очікування, громадський туалет та автомат для продажу квитів. Усього на ньому три платформи. На залізничному вокзалі «Ebensee» квитки можна придбати лише в автоматі.

## Політика
- Муніципальна рада складається з 37 членів. На останніх виборах у 2015 році мандати розподілилися наступним чином:
- SPÖ 20 мандатів (51,65 %)
- BÜFE (Список громадян для Ebensee) 8 мандатів (22,52 %)
- 5 мандатів FPÖ (13,24 %)
- ÖVP 4 мандати (12,59 %)

Герварт Лойдл (SPÖ) покинув 11 червня 2013 року посаду міського голови після 24 років за станом здоров'я. На виборах нового міського голови 30 червні 2013 року переміг Маркус Сіллер (SPÖ).

### Герб
Офіційний опис герба:
«На синьому фоні золота вигнута стріла; всередині на зеленій землі росте ялина, а за нею синьо-срібляста, хвиляста водна поверхня та сіра, скеляста гора. У верхньому куті ліворуч три сріблясті, поставлені один на два, соляні блоки, а праворуч золотиста, вертикальна кирка. Накладний червоний брусок, із руками, що виростають із країв щита з чорними рукавами та золотими манжетами.»
Кольори громади: зелений — білий — червоний.
Герб ринової громади був присвоєний Ебензее в 1929 році урядом Верхньої Австрії, але муніципалітет використовував його без дозволу з 1919 року. Ялина символізує важливі лісові масиви, вода і гори ілюструють розташування на Траунзее з вражаючим Траунштейном. Соляні палички і кирка — це соляний комбінат, а «братське рукостискання» символізує солідарність робітничого руху.

### Партнерства
Партнерство існує з:
- Італія, Прато, з 1988
- Польща, Заверці, з 2013

## Відомі люди
Сини і дочки
- Франц Енгль[9] (1914—1995), місцевий політик, педагог, автор та куратор будинку Шердинга
- Ганс Гіллесбергер (1909—1986), керівник хору, диригент та художній керівник Віденського хору хлопчиків, заступник директора хору Віденської державної опери
- Рудольф Іппіш (1878—1953), швець, власник пароплавства на озері Траунзе, винахідник і будівельник канатної дороги до Фойеркогеля (1927)
- Фредерік Ксав'є Катцер (1844—1903), римо-католицький архієпископ Мілвокі, США, пам'ятна табличка на будинку, де він народився, на Лангбатштрассе
- Йоганнес Кінесбергер (1919—1999), академічний скульптор, живописець[10]
- Максиміліан Ланштайнер (* 1996), лижний гонщик
- Гюнтер Леммерер (1943—2010), тренер із легкої атлетики та спортивний чиновник
- Алоїз Лойдль (* 1945), фізик
- Франц Лойдль (1905—1987), римо-католицький священик, церковний, домашній та культурний історик, автор
- Карл Лугмайер (1892—1972), народний педагог, філософ і політик
- Йозеф Міттендорфер (1902—1990), політик (ÖVP), мер і депутат парламенту
- Фріц Нойбек (* 1965), диригент, композитор і музикант
- Рудольф Нойгаузер (1924—2010), художник, архітектор, живописець, консерватор і музикант
- Вальтер Пілар (1948—2018), письменник і художник-візуаліст, Державна премія культури за роман «Лебензе»
- Верена Прайнер (* 1995), спортсменка
- Рудольф Швайгер (1924—1979), скульптор
- Вільгельм Шюкель (1887—1964), живописець
- Йозеф Штайнкоглер (* 1954), політик (ÖVP), віце-мер і член Бундесрату
- Джозеф Ватманн фон Малькамп-Болье (1789—1866), хірург, піонер пластичної хірургії Австрії, народився в окрузі Оберлангбат
- Ерік Вірл (1884—1954), оперний співак (тенор) та актор

Люди, які мають відношення до Ебензе
- Фріц фон Герцмановський-Орландо (1877—1954), письменник і кресляр, провів багато літ на своїй віллі в окрузі Ріндбах
- Зігрід Кірхман (* 1966), колишній стрибун у висоту, перший медаліст Кубка Австрії у стрибках у висоту, виріс і живе в Ебензее
- Гермінія цур Мюлен (1883—1951), письменниця та перекладачка
- Крістіан Райнер (* 1961), головний редактор і видавець журналу «Pofil», виріс в Ебензее
- Томас «Том» Новірт Кончіта Вурст (* 1988), співак, митець та модельєр — кілька років прожив в Ебензее

## Інше
В Ебензее було знято численні фільми і телесеріали. Ось кілька з них:
- Агенти помирають одиноко: Військовий фільм, США 1968, Браян Г. Хаттон, Річард Бертон, Клінт Іствуд
- Через 3 дні ти помреш: Трилер Австрія 2006, Андреас Прохаска
- Через 3 дні ти помреш 2: Трилер Австрія 2008, Андреас Прохаска